# Anders Järryd
Anders Pierre Järryd (Lidköping, 13 juli 1961) is een voormalig tennisser uit Zweden. In zijn profcarrière won hij acht grandslamtitels in het dubbelspel, behaalde hij de eerste positie op de ATP-dubbelspelranglijst en de vijfde positie op de wereldranglijst voor het enkelspel.

## Palmares

### Enkelspel
| Nr.                          | Datum             | Toernooi         | Ondergrond    | Tegenstander in finale | Score              |         |
| ---------------------------- | ----------------- | ---------------- | ------------- | ---------------------- | ------------------ | ------- |
| gewonnen finales             |                   |                  |               |                        |                    |         |
| 1.                           | 8 maart 1982      | Linz             | Gravel        | José Higueras          | 6-4, 4-6, 6-4      | details |
| 2.                           | 21 november 1982  | Ancona           | Tapijt (i)    | Mike De Palmer         | 6-3, 6-2           | details |
| 3.                           | 29 juli 1984      | Hilversum        | Gravel        | Tomáš Šmíd             | 6-3, 6-3, 2-6, 6-2 | details |
| 4.                           | 14 oktober 1984   | Sydney indoor    | Hardcourt (i) | Ivan Lendl             | 6-3, 6-2, 6-4      | details |
| 5.                           | 17 maart 1985     | Brussel          | Tapijt (i)    | Mats Wilander          | 6-4, 3-6, 7-5      | details |
| 6.                           | 13 april 1986     | Dallas           | Tapijt (i)    | Boris Becker           | 6-7, 6-1, 6-1, 6-4 | details |
| 7.                           | 21 oktober 1990   | ATP Wenen        | Tapijt (i)    | Horst Skoff            | 6-3, 6-3, 6-1      | details |
| 8.                           | 28 februari 1993  | ATP Rotterdam    | Tapijt (i)    | Karel Nováček          | 6-3, 7-5           | details |
| verloren finales             |                   |                  |               |                        |                    |         |
| 1.                           | 2 augustus 1981   | Båstad           | Gravel        | Thierry Thulasne       | 2-6, 3-6           | details |
| 2.                           | 11 juli 1983      | Båstad           | Gravel        | Mats Wilander          | 1-6, 2-6           | details |
| 3.                           | 8 augustus 1983   | Montreal/Toronto | Hardcourt     | Ivan Lendl             | 2-6, 2-6           | details |
| 4.                           | 22 juli 1984      | Båstad           | Gravel        | Henrik Sundstrom       | 6-3, 5-7, 3-6      | details |
| 5.                           | 26 augustus 1984  | Cincinnati       | Hardcourt     | Mats Wilander          | 6-7, 3-6           | details |
| 6.                           | 24 februari 1985  | Toronto          | Tapijt (i)    | Kevin Curren           | 6-7, 3-6           | details |
| 7.                           | 31 maart 1985     | Milaan           | Tapijt (i)    | John McEnroe           | 4-6, 1-6           | details |
| 8.                           | 10 november 1985  | Stockholm        | Hardcourt (i) | John McEnroe           | 1-6, 2-6           | details |
| 9.                           | 30 maart 1986     | Rotterdam        | Tapijt (i)    | Joakim Nyström         | 0-6, 3-6           | details |
| 10.                          | 15 november 1987  | Wembley          | Tapijt (i)    | Ivan Lendl             | 3-6, 2-6, 5-7      | details |
| 11.                          | 12 februari 1989  | Rotterdam        | Tapijt (i)    | Jakob Hlasek           | 1-6, 5-7           | details |
| 12.                          | 1 oktober 1989    | San Francisco    | Tapijt (i)    | Brad Gilbert           | 5-7, 2-6           | details |
| 13.                          | 10 maart 1991     | ATP Kopenhagen   | Tapijt (i)    | Jonas Svensson         | 7-6(5), 2-6, 2-6   | details |
| 14.                          | 8 maart 1992      | ATP Kopenhagen   | Tapijt (i)    | Magnus Larsson         | 4-6, 6-7(5)        | details |
| 15.                          | 23 oktober 1994   | ATP Peking       | Tapijt (i)    | Michael Chang          | 5-7, 5-7           | details |
| 16.                          | 18 juni 1995      | ATP Rosmalen     | Gras          | Karol Kučera           | 6-7(7), 6-7(4)     | details |
| gewonnen finales challengers |                   |                  |               |                        |                    |         |
| 1.                           | 22 september 1980 | Messina          | Gravel        | Chris Mayotte          | 6-4, 5-7, 6-2      |         |
| 2.                           | 18 november 1990  | Den Haag         | Tapijt (i)    | Marian Vajda           | 6-1, 6-2           |         |
| 3.                           | 2 december 1990   | München          | Tapijt (i)    | Richard Krajicek       | 6-2, 6-4           |         |

### Dubbelspel
| Nr.                                           | Datum             | Toernooi                  | Ondergrond    | Partner           | Tegenstanders in finale            | Score                     |         |
| --------------------------------------------- | ----------------- | ------------------------- | ------------- | ----------------- | ---------------------------------- | ------------------------- | ------- |
| gewonnen finales mannendubbelspel             |                   |                           |               |                   |                                    |                           |         |
| 1.                                            | 30 maart 1981     | Linz (1)                  | Hardcourt (i) | Hans Simonsson    | Brad Drewett Pavel Složil          | 6-4, 7-6                  | details |
| 2.                                            | 5 oktober 1981    | Barcelona (1)             | Gravel        | Hans Simonsson    | Hans Gildemeister Andrés Gómez     | 6-1, 6-4                  | details |
| 3.                                            | 8 maart 1982      | Linz (2)                  | Hardcourt (i) | Hans Simonsson    | Rod Frawley Paul Kronk             | 6-2, 6-0                  | details |
| 4.                                            | 12 juli 1982      | Båstad (1)                | Gravel        | Hans Simonsson    | Joakim Nyström Mats Wilander       | 0-6, 6-3, 7-6             | details |
| 5.                                            | 11 oktober 1982   | Barcelona (2)             | Gravel        | Hans Simonsson    | Carlos Kirmayr Cássio Motta        | 6-3, 6-2                  | details |
| 6.                                            | 22 november 1982  | Ancona                    | Hardcourt     | Hans Simonsson    | Tim Gullikson Bernard Mitton       | 4-6, 6-3, 7-6             | details |
| 7.                                            | 7 maart 1983      | Nancy                     | Hardcourt (i) | Jan Gunnarsson    | Ricardo Acuna Belus Prajoux        | 7-5, 6-3                  | details |
| 8.                                            | 23 mei 1983       | Roland Garros (1)         | Gravel        | Hans Simonsson    | Mark Edmondson Sherwood Stewart    | 7-6, 6-4, 6-2             | details |
| 9.                                            | 10 oktober 1983   | Barcelona (3)             | Gravel        | Hans Simonsson    | Jim Gurfein Erick Iskersky         | 7-5, 6-3                  | details |
| 10.                                           | 11 december 1983  | Stockholm (1)             | Hardcourt     | Hans Simonsson    | Peter Fleming Johan Kriek          | 6-3, 6-4                  | details |
| 11.                                           | 17 januari 1984   | Masters Doubles           | Tapijt (i)    | Hans Simonsson    | Pavel Složil Tomáš Šmíd            | 1-6, 6-3, 3-6, 6-4, 6-3   | details |
| 12.                                           | 15 april 1984     | Luxemburg                 | Tapijt (i)    | Tomáš Šmíd        | Mark Edmondson Sherwood Stewart    | 6-3, 7-5                  | details |
| 13.                                           | 13 mei 1984       | Hamburg                   | Gravel        | Stefan Edberg     | Heinz Günthardt Balázs Taróczy     | 6-3, 6-1                  | details |
| 14.                                           | 29 juli 1984      | Hilversum                 | Gravel        | Tomáš Šmíd        | Broderick Dycke Michael Fancutt    | 6-4, 5-7, 7-6             | details |
| 15.                                           | 14 oktober 1984   | Sydney Indoor (1)         | Hardcourt (i) | Hans Simonsson    | Mark Edmondson Sherwood Stewart    | 6-4, 6-4                  | details |
| 16.                                           | 24 februari 1985  | Toronto                   | Tapijt (i)    | Peter Fleming     | Glenn Layendecker Glenn Michibata  | 7-6, 6-2                  | details |
| 17.                                           | 17 maart 1985     | Brussel                   | Tapijt (i)    | Stefan Edberg     | Kevin Curren Wojtek Fibak          | 6-3, 7-6                  | details |
| 18.                                           | 31 maart 1985     | Milaan                    | Tapijt (i)    | Heinz Günthardt   | Broderick Dycke Wally Masur        | 6-2, 6-1                  | details |
| 19.                                           | 19 mei 1985       | Rome                      | Gravel        | Mats Wilander     | Ken Flach Robert Seguso            | 4-6, 6-3, 6-2             | details |
| 20.                                           | 21 juli 1985      | Båstad (2)                | Gravel        | Stefan Edberg     | Sergio Casal Emilio Sánchez        | 6-0, 7-6                  | details |
| 21.                                           | 25 augustus 1985  | Cincinnati                | Hardcourt     | Stefan Edberg     | Joakim Nyström Mats Wilander       | 4-6, 6-2, 6-3             | details |
| 22.                                           | 20 oktober 1985   | Sydney Indoor (2)         | Hardcourt (i) | John Fitzgerald   | Mark Edmondson Kim Warwick         | 6-3, 6-2                  | details |
| 23.                                           | 17 november 1985  | Wembley                   | Tapijt (i)    | Guy Forget        | Boris Becker Slobodan Zivojinovic  | 7-5, 4-6, 7-5             | details |
| 24.                                           | 19 januari 1986   | ATP World Tour Finals (1) | Tapijt (i)    | Stefan Edberg     | Joakim Nyström Mats Wilander       | 6-1, 7-6                  | details |
| 25.                                           | 4 mei 1986        | Madrid                    | Gravel        | Joakim Nyström    | Jesus Colas David De Miguel        | 6-2, 6-2                  | details |
| 26.                                           | 21 september 1986 | Los Angeles               | Hardcourt     | Stefan Edberg     | Peter Fleming John McEnroe         | 3-6, 7-5, 7-6             | details |
| 27.                                           | 28 december 1986  | ATP World Tour Finals (2) | Tapijt (i)    | Stefan Edberg     | Guy Forget Yannick Noah            | 6-3, 7-6, 6-3             | details |
| 28.                                           | 25 januari 1987   | Australian Open           | Gras          | Stefan Edberg     | Peter Doohan Laurie Warder         | 6-4, 6-4, 7-6             | details |
| 29.                                           | 22 maart 1987     | Rotterdam (1)             | Tapijt (i)    | Stefan Edberg     | Chip Hooper Mike Leach             | 3-6, 7-5, 7-6             | details |
| 30.                                           | 7 juni 1987       | Roland Garros (2)         | Gravel        | Robert Seguso     | Guy Forget Yannick Noah            | 6-7, 6-7, 6-3, 6-4, 6-2   | details |
| 31.                                           | 2 augustus 1987   | Båstad (3)                | Gravel        | Stefan Edberg     | Sergio Casal Emilio Sánchez        | 7-6, 6-3                  | details |
| 32.                                           | 13 september 1987 | US Open (1)               | Hardcourt     | Stefan Edberg     | Ken Flach Robert Seguso            | 7-6, 6-2, 4-6, 5-7, 7-6   | details |
| 33.                                           | 11 oktober 1987   | Bazel                     | Hardcourt (i) | Tomáš Šmíd        | Stanislav Birner Jaroslav Navrátil | 6-4, 6-3                  | details |
| 34.                                           | 8 november 1987   | Stockholm (2)             | Hardcourt     | Stefan Edberg     | Jim Grabb Jim Pugh                 | 6-3, 6-4                  | details |
| 35.                                           | 27 maart 1988     | Key Biscayne (1)          | Hardcourt     | John Fitzgerald   | Ken Flach Robert Seguso            | 7-6, 6-1, 7-5             | details |
| 36.                                           | 2 april 1989      | Key Biscayne (2)          | Hardcourt     | Jakob Hlasek      | Jim Grabb John McEnroe             | 6-3, opgave               | details |
| 37.                                           | 9 juli 1989       | Wimbledon (1)             | Gras          | John Fitzgerald   | Rick Leach Jim Pugh                | 3-6, 7-6, 6-4, 7-6        | details |
| 38.                                           | 22 oktober 1989   | Wenen (1)                 | Tapijt (i)    | Jan Gunnarsson    | Paul Annacone Kelly Evernden       | 6-2, 6-3                  | details |
| 39.                                           | 5 november 1989   | Parijs (1)                | Hardcourt (i) | John Fitzgerald   | Jakob Hlasek Éric Winogradsky      | 7-6, 6-4                  | details |
| 40.                                           | 3 maart 1991      | ATP Rotterdam (2)         | Tapijt (i)    | Patrick Galbraith | Steve DeVries David Macpherson     | 7-6, 6-2                  | details |
| 41.                                           | 9 juni 1991       | Roland Garros (3)         | Gravel        | John Fitzgerald   | Rick Leach Jim Pugh                | 6-0, 7-6                  | details |
| 42.                                           | 7 juli 1991       | Wimbledon (2)             | Gras          | John Fitzgerald   | Javier Frana Leonardo Lavalle      | 6-3, 6-4, 6-7, 6-1        | details |
| 43.                                           | 8 september 1991  | US Open (2)               | Hardcourt     | John Fitzgerald   | Scott Davis David Pate             | 6-3, 3-6, 6-3, 6-3        | details |
| 44.                                           | 20 oktober 1991   | ATP Wenen (2)             | Tapijt (i)    | Gary Muller       | Jakob Hlasek Patrick McEnroe       | 6-4, 7-5                  | details |
| 45.                                           | 27 oktober 1991   | ATP Stockholm (3)         | Tapijt (i)    | John Fitzgerald   | Tom Nijssen Cyril Suk              | 7-5, 6-2                  | details |
| 46.                                           | 3 november 1991   | ATP Parijs (2)            | Hardcourt (i) | John Fitzgerald   | Kelly Jones Rick Leach             | 3-6, 6-3, 6-2             | details |
| 47.                                           | 24 november 1991  | ATP World Tour Finals (3) | Hardcourt (i) | John Fitzgerald   | Ken Flach Robert Seguso            | 6-4, 6-4, 2-6, 6-4        | details |
| 48.                                           | 14 juni 1992      | ATP Londen                | Gras          | John Fitzgerald   | Goran Ivanisevic Diego Nargiso     | 6-4, 7-6                  | details |
| 49.                                           | 18 oktober 1992   | ATP Bolzano               | Tapijt (i)    | Bent-Ove Pedersen | Tom Nijssen Cyril Suk              | 6-1, 6-7, 6-3             | details |
| 50.                                           | 25 oktober 1992   | ATP Wenen (3)             | Tapijt (i)    | Ronnie Båthman    | Kent Kinnear Udo Riglewski         | 6-3, 7-5                  | details |
| 51.                                           | 15 november 1992  | ATP Antwerpen             | Tapijt (i)    | John Fitzgerald   | Patrick McEnroe Jared Palmer       | 6-2, 6-2                  | details |
| 52.                                           | 7 februari 1993   | ATP Dubai                 | Hardcourt     | John Fitzgerald   | Grant Connell Patrick Galbraith    | 6-2, 6-1                  | details |
| 53.                                           | 28 februari 1993  | ATP Rotterdam (3)         | Tapijt (i)    | Henrik Holm       | David Adams Andrej Olchovski       | 6-4, 7-6                  | details |
| 54.                                           | 11 juli 1993      | ATP Båstad (4)            | Gravel        | Henrik Holm       | Brian Devening Thomas Nydal        | 6-1, 3-6, 6-3             | details |
| 55.                                           | 13 maart 1994     | ATP Zaragoza              | Tapijt (i)    | Henrik Holm       | Martin Damm Karel Nováček          | 7-5, 6-2                  | details |
| 56.                                           | 10 april 1994     | ATP Tokio                 | Hardcourt     | Henrik Holm       | Sebastien Lareau Patrick McEnroe   | 7-6, 6-1                  | details |
| 57.                                           | 5 maart 1995      | ATP Rotterdam (4)         | Tapijt (i)    | Martin Damm       | Tomas Carbonell Francisco Roig     | 6-3, 6-2                  | details |
| 58.                                           | 26 maart 1995     | ATP Sint-Petersburg       | Tapijt (i)    | Martin Damm       | Jevgeni Kafelnikov Jakob Hlasek    | 6-4, 6-2                  | details |
| verloren finales mannendubbelspel             |                   |                           |               |                   |                                    |                           |         |
| 1.                                            | 2 augustus 1981   | Båstad                    | Gravel        | Hans Simonsson    | Mark Edmondson John Fitzgerald     | 6-2, 5-7, 0-6             | details |
| 2.                                            | 21 september 1981 | Bordeaux                  | Gravel        | Jim Gurfein       | Andrés Gómez Belus Prajoux         | 5-7, 3-6                  | details |
| 3.                                            | 10 mei 1982       | Hamburg                   | Gravel        | Hans Simonsson    | Pavel Složil Tomáš Šmíd            | 4-6, 3-6                  | details |
| 4.                                            | 27 september 1982 | Bordeaux                  | Gravel        | Hans Simonsson    | Hans Gildemeister Andrés Gómez     | 4-6, 2-6                  | details |
| 5.                                            | 23 mei 1983       | München                   | Gravel        | Tomáš Šmíd        | Chris Lewis Pavel Složil           | 4-6, 2-6                  | details |
| 6.                                            | 11 juli 1983      | Båstad                    | Gravel        | Hans Simonsson    | Joakim Nyström Mats Wilander       | 6-1, 6-7, 6-7             | details |
| 7.                                            | 8 september 1984  | US Open                   | Hardcourt     | Stefan Edberg     | John Fitzgerald Tomáš Šmíd         | 6-7, 3-6, 3-6             | details |
| 8.                                            | 18 augustus 1985  | Montreal/Toronto          | Hardcourt     | Stefan Edberg     | Ken Flach Robert Seguso            | 5-7, 6-7                  | details |
| 9.                                            | 2 februari 1986   | Philadelphia              | Tapijt (i)    | Stefan Edberg     | Scott Davies David Pate            | 6-7, 6-3, 3-6, 5-7        | details |
| 10.                                           | 9 februari 1986   | Memphis                   | Tapijt (i)    | Guy Forget        | Ken Flach Robert Seguso            | 4-6, 6-4, 6-7             | details |
| 11.                                           | 23 februari 1986  | Boca West                 | Tapijt (i)    | Stefan Edberg     | Brad Gilbert Vincent Van Patten    | walk-over                 | details |
| 12.                                           | 8 juni 1986       | Roland Garros             | Gravel        | Stefan Edberg     | John Fitzgerald Tomáš Šmíd         | 6-3, 4-6, 6-3, 6-7, 12-14 | details |
| 13.                                           | 19 april 1987     | Tokio                     | Hardcourt     | Andrés Gómez      | Paul Annacone Kevin Curren         | 4-6, 6-7                  | details |
| 14.                                           | 15 mei 1988       | Rome                      | Gravel        | Tomáš Šmíd        | Jorge Lozano Todd Witsken          | 3-6, 3-6                  | details |
| 15.                                           | 5 juni 1988       | Roland Garros             | Gravel        | John Fitzgerald   | Andrés Gómez Emilio Sánchez        | 3-6, 7-6, 4-6, 3-6        | details |
| 16.                                           | 3 juli 1988       | Wimbledon                 | Gras          | John Fitzgerald   | Ken Flach Robert Seguso            | 4-6, 6-2, 4-6, 6-7        | details |
| 17.                                           | 17 juli 1988      | Stuttgart                 | Gravel        | Michael Mortensen | Sergio Casal Emilio Sánchez        | 6-4, 3-6, 4-6             | details |
| 18.                                           | 24 september 1989 | Los Angeles               | Hardcourt     | John Fitzgerald   | Martin Davis Tim Pawsat            | 5-7, 6-7                  | details |
| 19.                                           | 10 december 1989  | ATP World Tour Finals     | Tapijt (i)    | John Fitzgerald   | Jim Grabb Patrick McEnroe          | 5-7, 6-7, 7-5, 3-6        | details |
| 20.                                           | 28 oktober 1990   | ATP Stockholm             | Tapijt (i)    | John Fitzgerald   | Guy Forget Jakob Hlasek            | 4-6, 2-6                  | details |
| 21.                                           | 11 november 1990  | ATP Moskou                | Tapijt (i)    | John Fitzgerald   | Hendrik Jan Davids Paul Haarhuis   | 4-6, 6-7                  | details |
| 22.                                           | 14 april 1991     | ATP Tokio                 | Hardcourt     | John Fitzgerald   | Stefan Edberg Todd Woodbridge      | 4-6, 7-5, 4-6             | details |
| 23.                                           | 5 mei 1991        | ATP München               | Gravel        | Danie Visser      | Patrick Galbraith Todd Witsken     | 5-7, 4-6                  | details |
| 24.                                           | 14 juli 1991      | ATP Båstad                | Gravel        | Magnus Gustafsson | Rikard Bergh Ronnie Båthman        | 4-6, 4-6                  | details |
| 25.                                           | 23 februari 1992  | ATP Stuttgart indoor      | Tapijt (i)    | John Fitzgerald   | Tom Nijssen Cyril Suk              | 3-6, 7-6, 3-6             | details |
| 26.                                           | 12 april 1992     | ATP Tokio                 | Hardcourt     | John Fitzgerald   | Kelly Jones Rick Leach             | 6-0, 5-7, 3-6             | details |
| 27.                                           | 22 november 1992  | ATP World Tour Finals     | Hardcourt     | John Fitzgerald   | Todd Woodbridge Mark Woodforde     | 2-6, 6-7, 7-5, 6-3, 3-6   | details |
| 28.                                           | 31 januari 1993   | Australian Open           | Hardcourt     | John Fitzgerald   | Danie Visser Laurie Warder         | 4-6, 3-6, 4-6             | details |
| 29.                                           | 8 mei 1994        | ATP Hamburg               | Gravel        | Henrik Holm       | Scott Melville Piet Norval         | 3-6, 4-6                  | details |
| 30.                                           | 16 april 1995     | ATP Tokio                 | Hardcourt     | John Fitzgerald   | Mark Knowles Jonathan Stark        | 3-6, 6-3, 6-7             | details |
| 31.                                           | 23 april 1995     | ATP Hongkong              | Hardcourt     | John Fitzgerald   | Tommy Ho Mark Philippoussis        | 1-6, 7-6, 6-7             | details |
| 32.                                           | 16 juni 1996      | ATP Rosmalen              | Gras          | Daniel Nestor     | Paul Kilderry Pavel Vízner         | 5-7, 3-6                  | details |
| gewonnen finales mannendubbelspel challengers |                   |                           |               |                   |                                    |                           |         |
| 1.                                            | 17 augustus 1981  | Le Touquet                | Gravel        | Stefan Simonsson  | Miloslav Lacek Libor Pimek         | 7-5, 7-5                  |         |
| 2.                                            | 4 november 1990   | Bergen                    | Tapijt (i)    | Jeff Brown        | Charles Beckman Luke Jensen        | 6-3, 7-6                  |         |
| 3.                                            | 13 februari 1994  | Rennes                    | Hardcourt (i) | Bent-Ove Pedersen | Mark Knowles Leander Paes          | 6-4, 6-3                  |         |
| 4.                                            | 18 december 1994  | Andorra                   | Hardcourt (i) | Mikael Tillström  | Greg Rusedski Paul Wekesa          | 7-6, 6-3                  |         |

## Resultaten grandslamtoernooien
| Legenda | Legenda                          |
| ------- | -------------------------------- |
| g.t.    | geen toernooi gehouden           |
| l.c.    | lagere categorie                 |
| –       | niet deelgenomen                 |
| G       | uitgeschakeld in de groepsfase   |
| 1R      | uitgeschakeld in de eerste ronde |
| 2R      | uitgeschakeld in de tweede ronde |
| 3R      | uitgeschakeld in de derde ronde  |
| 4R      | uitgeschakeld in de vierde ronde |
| KF      | uitgeschakeld in de kwartfinale  |
| HF      | uitgeschakeld in de halve finale |
| F       | de finale verloren               |
| W       | het toernooi gewonnen            |
| w-v     | winst/verlies-balans             |

### Enkelspel
| Toernooi              | 1981                        | 1982                        | 1983                        | 1984                        | 1985                        | 1986                        | 1987                        | 1988                        | 1989                        | 1990          | 1991          | 1992  | 1993          | 1994          | 1995          | 1996 | w-v     |
| --------------------- | --------------------------- | --------------------------- | --------------------------- | --------------------------- | --------------------------- | --------------------------- | --------------------------- | --------------------------- | --------------------------- | ------------- | ------------- | ----- | ------------- | ------------- | ------------- | ---- | ------- |
| Grandslamtoernooien   |                             |                             |                             |                             |                             |                             |                             |                             |                             |               |               |       |               |               |               |      |         |
| Australian Open       | 1R                          | –                           | 4R                          | –                           | –                           | g.t.                        | KF                          | KF                          | 2R                          | –             | 2R            | 1R    | 2R            | 1R            | –             | –    | 12-9    |
| Roland Garros         | 1R                          | 3R                          | 1R                          | 4R                          | 4R                          | 3R                          | 2R                          | 1R                          | 2R                          | 2R            | 1R            | 1R    | 1R            | –             | –             | –    | 13-13   |
| Wimbledon             | 1R                          | 1R                          | 1R                          | 1R                          | HF                          | 2R                          | KF                          | 2R                          | 1R                          | 2R            | 2R            | 2R    | 1R            | –             | 2R            | 1R   | 15-14   |
| US Open               | –                           | –                           | 3R                          | 4R                          | KF                          | 3R                          | 4R                          | 3R                          | 2R                          | 2R            | 3R            | 1R    | –             | –             | 1R            | –    | 20-11   |
| Winst-verlies         | 0-3                         | 2-2                         | 5-4                         | 6-3                         | 12-3                        | 5-3                         | 13-4                        | 7-4                         | 3-4                         | 3-3           | 4-4           | 1-4   | 1-3           | 0-1           | 1-2           | 0-1  | 60-47   |
| Tennis Masters Cup    |                             |                             |                             |                             |                             |                             |                             |                             |                             |               |               |       |               |               |               |      |         |
| ATP World Tour Finals | –                           | –                           | –                           | –                           | KF                          | HF                          | –                           | –                           | –                           | –             | –             | –     | –             | –             | –             | –    | 3-2     |
| ATP Masters 1000      |                             |                             |                             |                             |                             |                             |                             |                             |                             |               |               |       |               |               |               |      |         |
| Indian Wells          | Geen Masters 1000 voor 1990 | Geen Masters 1000 voor 1990 | Geen Masters 1000 voor 1990 | Geen Masters 1000 voor 1990 | Geen Masters 1000 voor 1990 | Geen Masters 1000 voor 1990 | Geen Masters 1000 voor 1990 | Geen Masters 1000 voor 1990 | Geen Masters 1000 voor 1990 | –             | –             | –     | –             | –             | –             | –    | 0-0     |
| Miami                 | Geen Masters 1000 voor 1990 | Geen Masters 1000 voor 1990 | Geen Masters 1000 voor 1990 | Geen Masters 1000 voor 1990 | Geen Masters 1000 voor 1990 | Geen Masters 1000 voor 1990 | Geen Masters 1000 voor 1990 | Geen Masters 1000 voor 1990 | Geen Masters 1000 voor 1990 | 2R            | –             | –     | –             | –             | –             | –    | 1-1     |
| Monte Carlo           | Geen Masters 1000 voor 1990 | Geen Masters 1000 voor 1990 | Geen Masters 1000 voor 1990 | Geen Masters 1000 voor 1990 | Geen Masters 1000 voor 1990 | Geen Masters 1000 voor 1990 | Geen Masters 1000 voor 1990 | Geen Masters 1000 voor 1990 | Geen Masters 1000 voor 1990 | –             | –             | –     | –             | –             | –             | –    | 0-0     |
| Hamburg               | Geen Masters 1000 voor 1990 | Geen Masters 1000 voor 1990 | Geen Masters 1000 voor 1990 | Geen Masters 1000 voor 1990 | Geen Masters 1000 voor 1990 | Geen Masters 1000 voor 1990 | Geen Masters 1000 voor 1990 | Geen Masters 1000 voor 1990 | Geen Masters 1000 voor 1990 | –             | 1R            | –     | 1R            | –             | –             | –    | 0-2     |
| Rome                  | Geen Masters 1000 voor 1990 | Geen Masters 1000 voor 1990 | Geen Masters 1000 voor 1990 | Geen Masters 1000 voor 1990 | Geen Masters 1000 voor 1990 | Geen Masters 1000 voor 1990 | Geen Masters 1000 voor 1990 | Geen Masters 1000 voor 1990 | Geen Masters 1000 voor 1990 | 2R            | –             | –     | –             | –             | –             | –    | 1-1     |
| Montréal/Toronto      | Geen Masters 1000 voor 1990 | Geen Masters 1000 voor 1990 | Geen Masters 1000 voor 1990 | Geen Masters 1000 voor 1990 | Geen Masters 1000 voor 1990 | Geen Masters 1000 voor 1990 | Geen Masters 1000 voor 1990 | Geen Masters 1000 voor 1990 | Geen Masters 1000 voor 1990 | –             | –             | –     | –             | –             | –             | –    | 0-0     |
| Cincinnati            | Geen Masters 1000 voor 1990 | Geen Masters 1000 voor 1990 | Geen Masters 1000 voor 1990 | Geen Masters 1000 voor 1990 | Geen Masters 1000 voor 1990 | Geen Masters 1000 voor 1990 | Geen Masters 1000 voor 1990 | Geen Masters 1000 voor 1990 | Geen Masters 1000 voor 1990 | –             | 2R            | 1R    | 1R            | –             | 1R            | –    | 1-4     |
| Stockholm             | Geen Masters 1000 voor 1990 | Geen Masters 1000 voor 1990 | Geen Masters 1000 voor 1990 | Geen Masters 1000 voor 1990 | Geen Masters 1000 voor 1990 | Geen Masters 1000 voor 1990 | Geen Masters 1000 voor 1990 | Geen Masters 1000 voor 1990 | Geen Masters 1000 voor 1990 | –             | 2R            | –     | 3R            | –             | l.c.          | l.c. | 3-2     |
| Stuttgart             | Geen Masters 1000 voor 1990 | Geen Masters 1000 voor 1990 | Geen Masters 1000 voor 1990 | Geen Masters 1000 voor 1990 | Geen Masters 1000 voor 1990 | Geen Masters 1000 voor 1990 | Geen Masters 1000 voor 1990 | Geen Masters 1000 voor 1990 | Geen Masters 1000 voor 1990 | l.c.          | l.c.          | l.c.  | l.c.          | l.c.          | –             | –    | 5-7     |
| Parijs                | Geen Masters 1000 voor 1990 | Geen Masters 1000 voor 1990 | Geen Masters 1000 voor 1990 | Geen Masters 1000 voor 1990 | Geen Masters 1000 voor 1990 | Geen Masters 1000 voor 1990 | Geen Masters 1000 voor 1990 | Geen Masters 1000 voor 1990 | Geen Masters 1000 voor 1990 | –             | 2R            | –     | –             | –             | –             | –    | 0-1     |
| Olympische Spelen     |                             |                             |                             |                             |                             |                             |                             |                             |                             |               |               |       |               |               |               |      |         |
| Olympische Spelen     | geen toernooi               | geen toernooi               | geen toernooi               | –                           | geen toernooi               | geen toernooi               | geen toernooi               | 3R                          | geen toernooi               | geen toernooi | geen toernooi | –     | geen toernooi | geen toernooi | geen toernooi | –    | 2-1     |
| Statistieken          |                             |                             |                             |                             |                             |                             |                             |                             |                             |               |               |       |               |               |               |      |         |
| titels per jaar       | 0                           | 2                           | 0                           | 2                           | 1                           | 1                           | 0                           | 0                           | 0                           | 1             | 0             | 0     | 1             | 0             | 0             | 0    | 8       |
| totaal winst-verlies  | 11-13                       | 23-15                       | 38-21                       | 48-20                       | 56-21                       | 32-15                       | 43-20                       | 29-15                       | 23-15                       | 14-12         | 26-21         | 11-17 | 15-18         | 12-12         | 13-17         | 1-8  | 396-261 |
| eindejaarsranking     | 182                         | 0                           | 19                          | 6                           | 8                           | 19                          | 15                          | 32                          | 31                          | 73            | 47            | 150   | 67            | 106           | 124           | 410  |         |

### Mannendubbelspel
| Toernooi              | 1981                        | 1982                        | 1983                        | 1984                        | 1985                        | 1986                        | 1987                        | 1988                        | 1989                        | 1990          | 1991          | 1992  | 1993          | 1994          | 1995          | 1996 | w-v     |
| --------------------- | --------------------------- | --------------------------- | --------------------------- | --------------------------- | --------------------------- | --------------------------- | --------------------------- | --------------------------- | --------------------------- | ------------- | ------------- | ----- | ------------- | ------------- | ------------- | ---- | ------- |
| Grandslamtoernooien   |                             |                             |                             |                             |                             |                             |                             |                             |                             |               |               |       |               |               |               |      |         |
| Australian Open       | 1R                          | –                           | 3R                          | –                           | –                           | g.t.                        | W                           | KF                          | KF                          | –             | 3R            | 3R    | F             | 3R            | –             | –    | 23-8    |
| Roland Garros         | –                           | 1R                          | W                           | 3R                          | HF                          | F                           | W                           | F                           | HF                          | 1R            | W             | 2R    | 3R            | 2R            | 3R            | –    | 44-11   |
| Wimbledon             | –                           | 2R                          | HF                          | 3R                          | 3R                          | 1R                          | HF                          | F                           | W                           | 1R            | W             | 2R    | 2R            | 1R            | 1R            | 1R   | 32-13   |
| US Open               | –                           | –                           | 2R                          | F                           | 2R                          | 2R                          | W                           | 3R                          | HF                          | KF            | W             | 3R    | –             | 1R            | 3R            | –    | 33-10   |
| Winst-verlies         | 0-1                         | 1-2                         | 13-3                        | 9-3                         | 7-3                         | 6-3                         | 22-1                        | 15-4                        | 13-3                        | 3-3           | 20-1          | 6-4   | 8-3           | 3-4           | 4-3           | 0-1  | 132-42  |
| Tennis Masters Cup    |                             |                             |                             |                             |                             |                             |                             |                             |                             |               |               |       |               |               |               |      |         |
| ATP World Tour Finals | –                           | –                           | HF                          | –                           | W                           | W                           | HF                          | HF                          | F                           | –             | W             | F     | –             | –             | –             | –    | 25-7    |
| ATP Masters 1000      |                             |                             |                             |                             |                             |                             |                             |                             |                             |               |               |       |               |               |               |      |         |
| Indian Wells          | Geen Masters 1000 voor 1990 | Geen Masters 1000 voor 1990 | Geen Masters 1000 voor 1990 | Geen Masters 1000 voor 1990 | Geen Masters 1000 voor 1990 | Geen Masters 1000 voor 1990 | Geen Masters 1000 voor 1990 | Geen Masters 1000 voor 1990 | Geen Masters 1000 voor 1990 | –             | –             | –     | –             | –             | –             | –    | 0-0     |
| Miami                 | Geen Masters 1000 voor 1990 | Geen Masters 1000 voor 1990 | Geen Masters 1000 voor 1990 | Geen Masters 1000 voor 1990 | Geen Masters 1000 voor 1990 | Geen Masters 1000 voor 1990 | Geen Masters 1000 voor 1990 | Geen Masters 1000 voor 1990 | Geen Masters 1000 voor 1990 | 2R            | –             | –     | –             | –             | –             | –    | 0-1     |
| Monte Carlo           | Geen Masters 1000 voor 1990 | Geen Masters 1000 voor 1990 | Geen Masters 1000 voor 1990 | Geen Masters 1000 voor 1990 | Geen Masters 1000 voor 1990 | Geen Masters 1000 voor 1990 | Geen Masters 1000 voor 1990 | Geen Masters 1000 voor 1990 | Geen Masters 1000 voor 1990 | –             | –             | –     | –             | –             | –             | –    | 0-0     |
| Hamburg               | Geen Masters 1000 voor 1990 | Geen Masters 1000 voor 1990 | Geen Masters 1000 voor 1990 | Geen Masters 1000 voor 1990 | Geen Masters 1000 voor 1990 | Geen Masters 1000 voor 1990 | Geen Masters 1000 voor 1990 | Geen Masters 1000 voor 1990 | Geen Masters 1000 voor 1990 | 2R            | –             | –     | KF            | F             | –             | 1R   | 5-4     |
| Rome                  | Geen Masters 1000 voor 1990 | Geen Masters 1000 voor 1990 | Geen Masters 1000 voor 1990 | Geen Masters 1000 voor 1990 | Geen Masters 1000 voor 1990 | Geen Masters 1000 voor 1990 | Geen Masters 1000 voor 1990 | Geen Masters 1000 voor 1990 | Geen Masters 1000 voor 1990 | –             | –             | –     | –             | –             | –             | –    | 0-0     |
| Montréal/Toronto      | Geen Masters 1000 voor 1990 | Geen Masters 1000 voor 1990 | Geen Masters 1000 voor 1990 | Geen Masters 1000 voor 1990 | Geen Masters 1000 voor 1990 | Geen Masters 1000 voor 1990 | Geen Masters 1000 voor 1990 | Geen Masters 1000 voor 1990 | Geen Masters 1000 voor 1990 | –             | –             | –     | –             | 2R            | –             | –    | 0-1     |
| Cincinnati            | Geen Masters 1000 voor 1990 | Geen Masters 1000 voor 1990 | Geen Masters 1000 voor 1990 | Geen Masters 1000 voor 1990 | Geen Masters 1000 voor 1990 | Geen Masters 1000 voor 1990 | Geen Masters 1000 voor 1990 | Geen Masters 1000 voor 1990 | Geen Masters 1000 voor 1990 | 2R            | KF            | 2R    | 2R            | –             | 1R            | –    | 2-5     |
| Stockholm             | Geen Masters 1000 voor 1990 | Geen Masters 1000 voor 1990 | Geen Masters 1000 voor 1990 | Geen Masters 1000 voor 1990 | Geen Masters 1000 voor 1990 | Geen Masters 1000 voor 1990 | Geen Masters 1000 voor 1990 | Geen Masters 1000 voor 1990 | Geen Masters 1000 voor 1990 | F             | W             | HF    | 2R            | 1R            | l.c.          | l.c. | 10-4    |
| Stuttgart             | Geen Masters 1000 voor 1990 | Geen Masters 1000 voor 1990 | Geen Masters 1000 voor 1990 | Geen Masters 1000 voor 1990 | Geen Masters 1000 voor 1990 | Geen Masters 1000 voor 1990 | Geen Masters 1000 voor 1990 | Geen Masters 1000 voor 1990 | Geen Masters 1000 voor 1990 | l.c.          | l.c.          | l.c.  | l.c.          | l.c.          | –             | –    | 0-0     |
| Parijs                | Geen Masters 1000 voor 1990 | Geen Masters 1000 voor 1990 | Geen Masters 1000 voor 1990 | Geen Masters 1000 voor 1990 | Geen Masters 1000 voor 1990 | Geen Masters 1000 voor 1990 | Geen Masters 1000 voor 1990 | Geen Masters 1000 voor 1990 | Geen Masters 1000 voor 1990 | –             | W             | HF    | 2R            | –             | –             | –    | 6-2     |
| Olympische Spelen     |                             |                             |                             |                             |                             |                             |                             |                             |                             |               |               |       |               |               |               |      |         |
| Olympische Spelen     | geen toernooi               | geen toernooi               | geen toernooi               | –                           | geen toernooi               | geen toernooi               | geen toernooi               | HF                          | geen toernooi               | geen toernooi | geen toernooi | –     | geen toernooi | geen toernooi | geen toernooi | –    | 3-1     |
| Statistieken          |                             |                             |                             |                             |                             |                             |                             |                             |                             |               |               |       |               |               |               |      |         |
| titels per jaar       | 2                           | 4                           | 4                           | 4                           | 9                           | 4                           | 7                           | 1                           | 4                           | 0             | 8             | 4     | 3             | 2             | 2             | 0    | 58      |
| totaal winst-verlies  | 25-10                       | 32-14                       | 48-19                       | 25-18                       | 59-12                       | 34-14                       | 54-14                       | 39-13                       | 46-15                       | 14-14         | 56-11         | 48-19 | 37-16         | 26-20         | 23-16         | 8-10 | 606-243 |
| eindejaarsrang        | 0                           | 27                          | 8                           | 5                           | 3                           | 10                          | 2                           | 1                           | 1                           | 52            | 2             | 10    | 16            | 32            | 45            | 157  |         |